# Pierre Margot (scientifique)
Pour les articles homonymes, voir Pierre Margot.
Pierre Margot, né à Delémont (alors dans le canton de Berne) le 25 février 1950, est un chercheur suisse en criminalistique notamment connu pour avoir contribué à l’invention de la première lampe judiciaire Polilight (en), pour la détection d'empreintes digitales, de liquides biologiques et d'autres preuves sur la scène de crime,. Cette nouvelle technologie fut nommée par le Powerhouse Museum l’une des 100 meilleurs innovations australiennes du XXe siècle . Il s'agissait d’une grande révolution dans le domaine de l'identification judiciaire puisque cette lumière pouvait être utilisée sur la scène d'un crime, contrairement aux lasers de l'époque.

## Biographie
Pierre Margot obtint son diplôme en police scientifique et criminologie à l'université de Lausanne en 1974. Il obtiendra ensuite son diplôme de maîtrise (1977) et son doctorat (1980) en sciences forensiques à l'université de Strathclyde, Glasgow, Écosse,. Il poursuivra ensuite des études post-doctorales en toxicologie à Salt Lake City, Utah. En 1986, il devient le 4e directeur de l’Institut de police scientifique et de criminologie (IPSC) de l’université de Lausanne. Il occupe aujourd'hui le poste de professeur, directeur de l’Institut et vice-doyen de la Faculté de droit et des sciences criminelles de l’université de Lausanne. Au cours de sa carrière, il contribue à de nombreux articles dans des journaux et des revues renommés du domaine, écrira de nombreux livres et chapitres de livre, et donnera aussi plusieurs conférences à travers le monde.

## Travail
Grâce à son expertise en criminalistique, Pierre Margot sera appelé à travailler sur plusieurs dossiers internationaux. En 1972, il participe, en Irlande du Nord, à l'enquête du Bloody Sunday avec Doug Lucas et Peter Forest.  Il poursuivra ensuite son implication internationale en 1985, lors de sa participation à l’enquête sur l'affaire du Rainbow Warrior. En 1989, alors qu’il travaille à l’Australian National University, Canberra, Australie, il participe (avec Ron Warrener, Hilton Kobus, Milutin Stoilovic et Chris Lennard) à l’invention du « Polilight » .  Il participera entre autres au cours de sa carrière aux enquêtes sur les massacres de l'ordre du Temple solaire (1994 – 1997) au Canada et en Suisse ainsi que sur l’attentat d'Omagh en Irlande du Nord (1998, avec Doug Lucas et Peter Forest)[réf. nécessaire]. En 2008, il est mandaté par un avocat de la famille Villemin afin d'établir un rapport sur l'affaire Grégory,.

## Distinctions
- 2004 : Merentibus Award — Cracovie (Pologne) – Plus haute distinction remise par l’Institute of Forensic Research
- 2010 : Prix reconnaissance – Rofin Forensic (Australie) – Pour le développement de la Polilight
- 2011 : Médaille Douglas M. Lucas – American Academy of Forensic Sciences[11]
- 2013 : Doctorat honoris causa de l'Université du Québec à Trois-Rivières[2]
- 2014 - John A. Dondero Memorial Award International Association for Identification (en)
- 2014 - Intronisé au Panthéon francophone de la criminalistique de l'Association Québécoise de Criminalistique [12]

## Sociétés savantes
- Représentant de la Suisse et Membre – International Association for Identification
- Membre – Swiss Chamber of technical legal experts and scientists
- Membre honoraire – Forensic Science Society (Royaume-Uni)
- Fellow – American Academy of Forensic Sciences
- Membre – Association Québécoise de Criminalistique (Canada)
- Membre - Jura Institute of Sciences, Letters and Arts

## Livres
- Kuhn A., Schwarzenegger C., Margot P., Donatsch A., Aebi M.F., Jositsch D. (eds.), Criminologie, politique criminelle et droit pénal dans une perspective internationale: mélanges en l'honneur de Martin Killias à l'occasion de son 65e anniversaire. Stämpfli, Berne, 2013.
- Champod C, Lennard C, Margot P, Stoilovic M, Fingerprints and Other Ridge Skin Impressions. CRC Press, Boca Raton, 2004.

### Sources sur le web
- Notices d'autorité :   - VIAF
  - ISNI
  - IdRef
  - GND
  - Pologne
  - NUKAT
- « CSI ou les experts: de la fiction à la réalité. Invité : Pierre Margot », sur le site du Café des Sciences de Boston (communauté scientifique francophone du Massachusetts).
- « Un doctorat pour Pierre Margot », sur le site de l'université de Lausanne, 13 mai 2013 (consulté le 29 janvier 2014).